# Bodies and Minds
Bodies and Minds è il secondo album in studio del gruppo musicale canadese Great Lake Swimmers, pubblicato nel 2005.

## Tracce
Testi e musiche di Tony Dekker.
1. Song for the Angels – 5:19
2. Let's Trade Skins – 5:24
3. When It Flows – 3:34
4. Various Stages – 4:11
5. Bodies and Minds – 3:48
6. To Leave It Behind – 4:05
7. Falling into the Sky – 3:05
8. Imaginary Bars – 2:23
9. I Saw You in the Wild – 3:47
10. I Could Be Nothing – 5:16
11. Long into the Evening – 5:44